# Kasteel Oud-Poelgeest

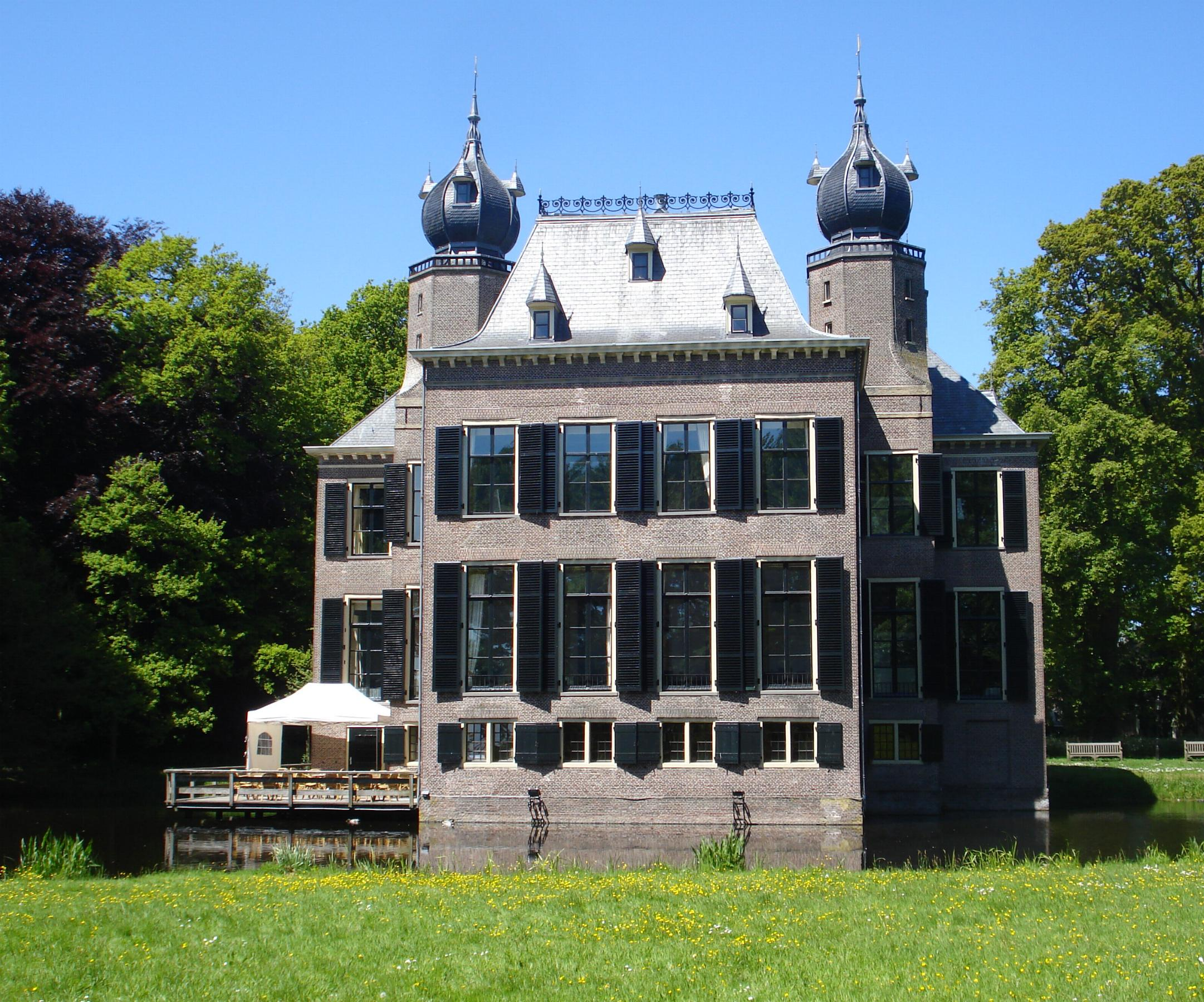
Kasteel Oud Poelgeest

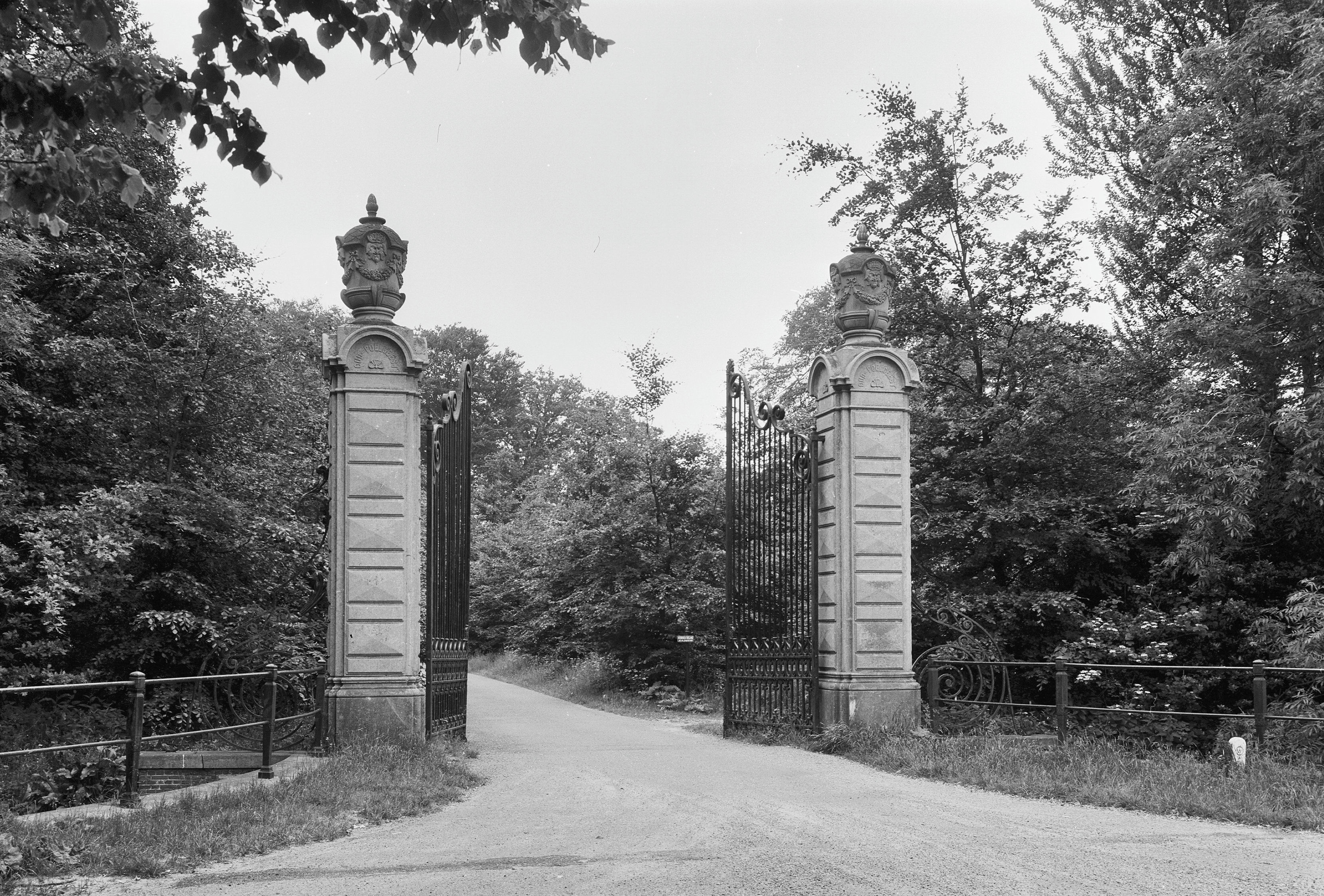
Toegangshek / inrijhek Oud Poelgeest, afbeelding uit 1967

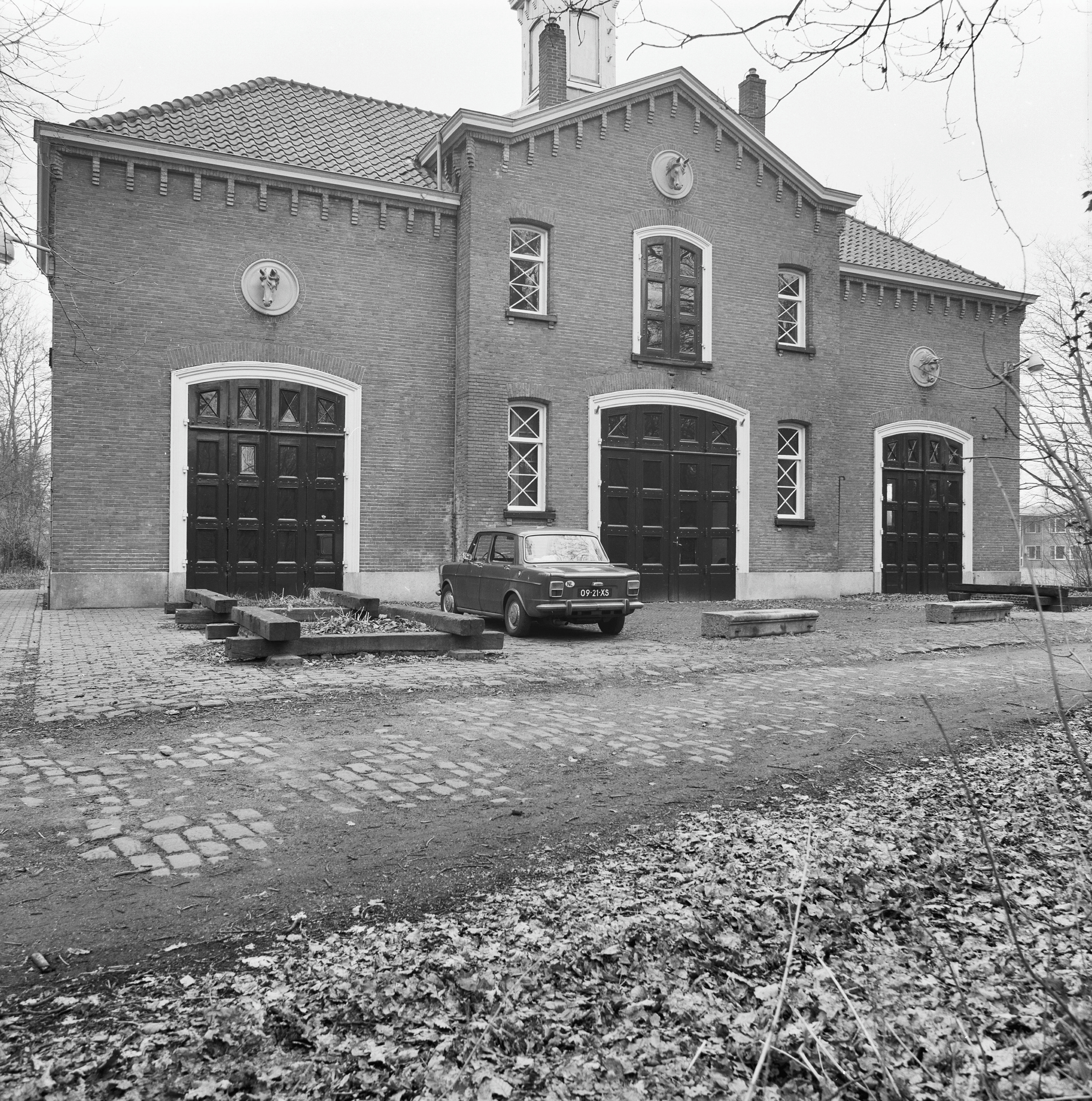
Koetshuis in 1978

Kasteel Oud-Poelgeest is gelegen in de Nederlandse plaats Oegstgeest ten noordwesten van Leiden. Het kasteel ontstond kort na 1300 als een versterkt huis in een gebied 'omzoomd door moerassen en poelen'. Het kasteel ligt op een landgoed (buitenplaats Oud-Poelgeest) van ruim 10 ha met loofbos, vijver en waterlopen waarop ook een koetshuis uit de 19e eeuw, een kapel, een tuinmanswoning en een waterput te vinden zijn. Het kasteel is rond 1640 opgebouwd in de huidige stijl en heeft vele eigenaren gekend. Een beroemde bewoner van het kasteel was de Leidse professor Herman Boerhaave rond 1725. Hij plantte bijzondere bomen en gewassen aan op het landgoed en legde er een kruidentuin aan. De uivormige torens dateren van de 19e eeuw.
In 1940 kwam het kasteel in handen van de gemeente Oegstgeest. Het beheer van het landgoed, het kasteel, het koetshuis en de overige op het terrein gelegen monumenten is door de gemeente in 1988 toevertrouwd aan de Stichting Erfgoed Oud-Poelgeest. In 2013 is aan deze stichting de culturele ANBI status toegekend.

## Het kasteel in het debuut van Jan Wolkers
Het kasteel is de gedeeltelijke locatie van een verhaal uit het debuut van Jan Wolkers, de verhalenbundel Serpentina's petticoat uit 1961. In het openingsverhaal, 'Het tillenbeest', steelt de hoofdfiguur uit een naburig kasteel een beeld dat de sfinx voorstelt uit Sophocles' tragedie Koning Oedipus. Het werkelijk bestaande beeld werd in 2013 door de zus van de auteur teruggegeven aan de beheerders van het kasteel. Daar staat het in de Drakenzaal.

## Galerij, interieur 1986

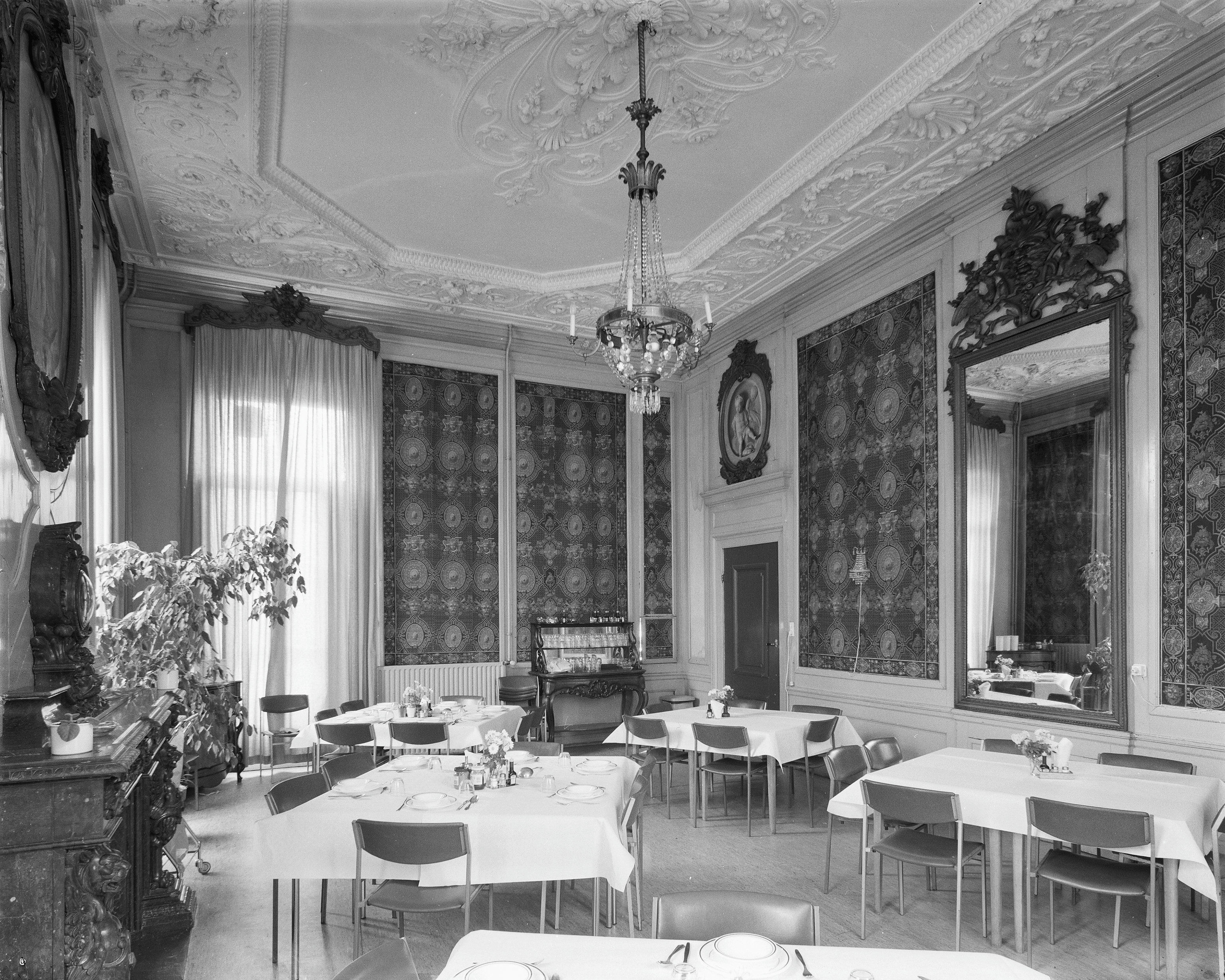
Interieur, Drakenzaal
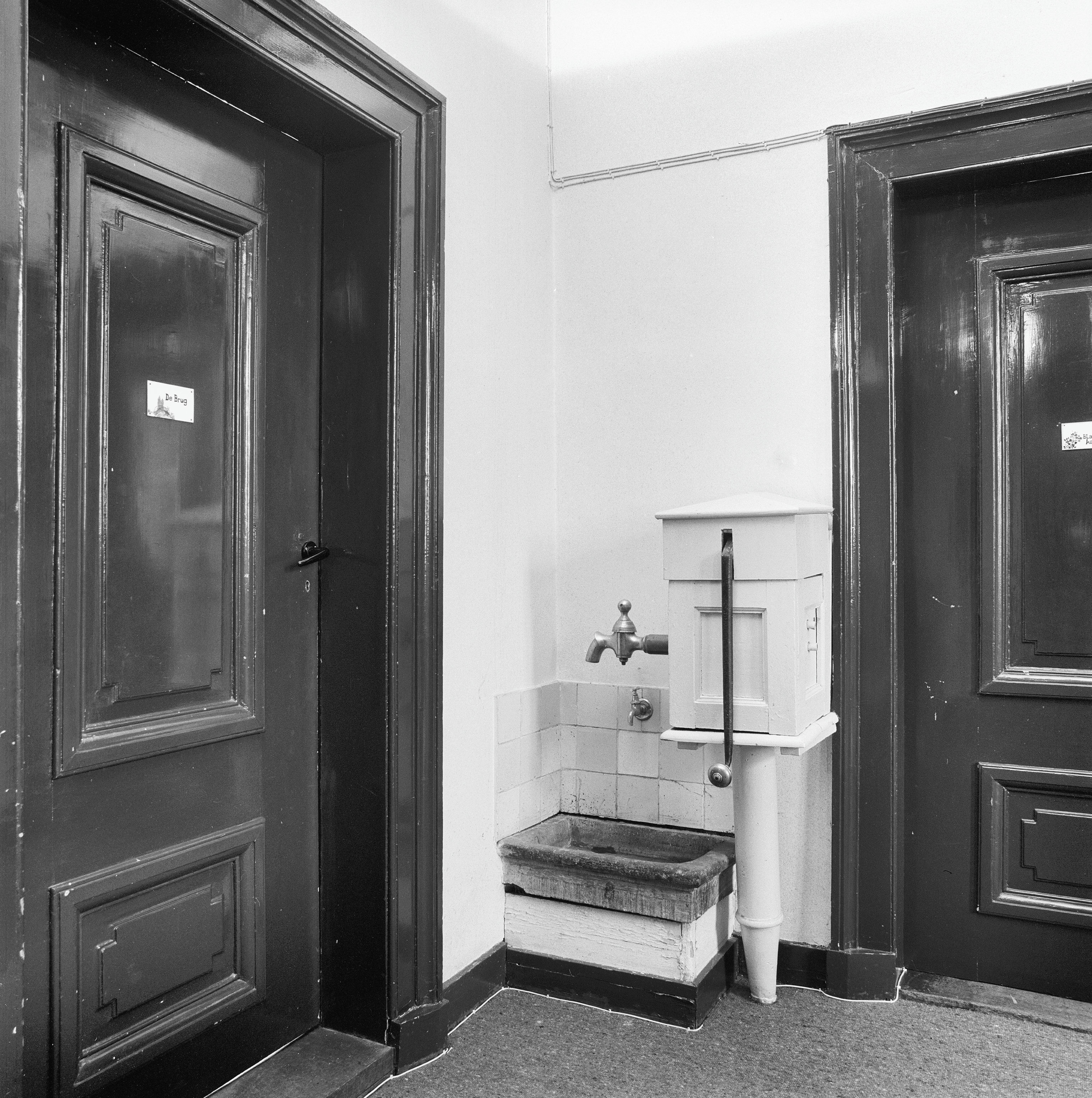
Interieur, eerste verdieping: pomp met kraan
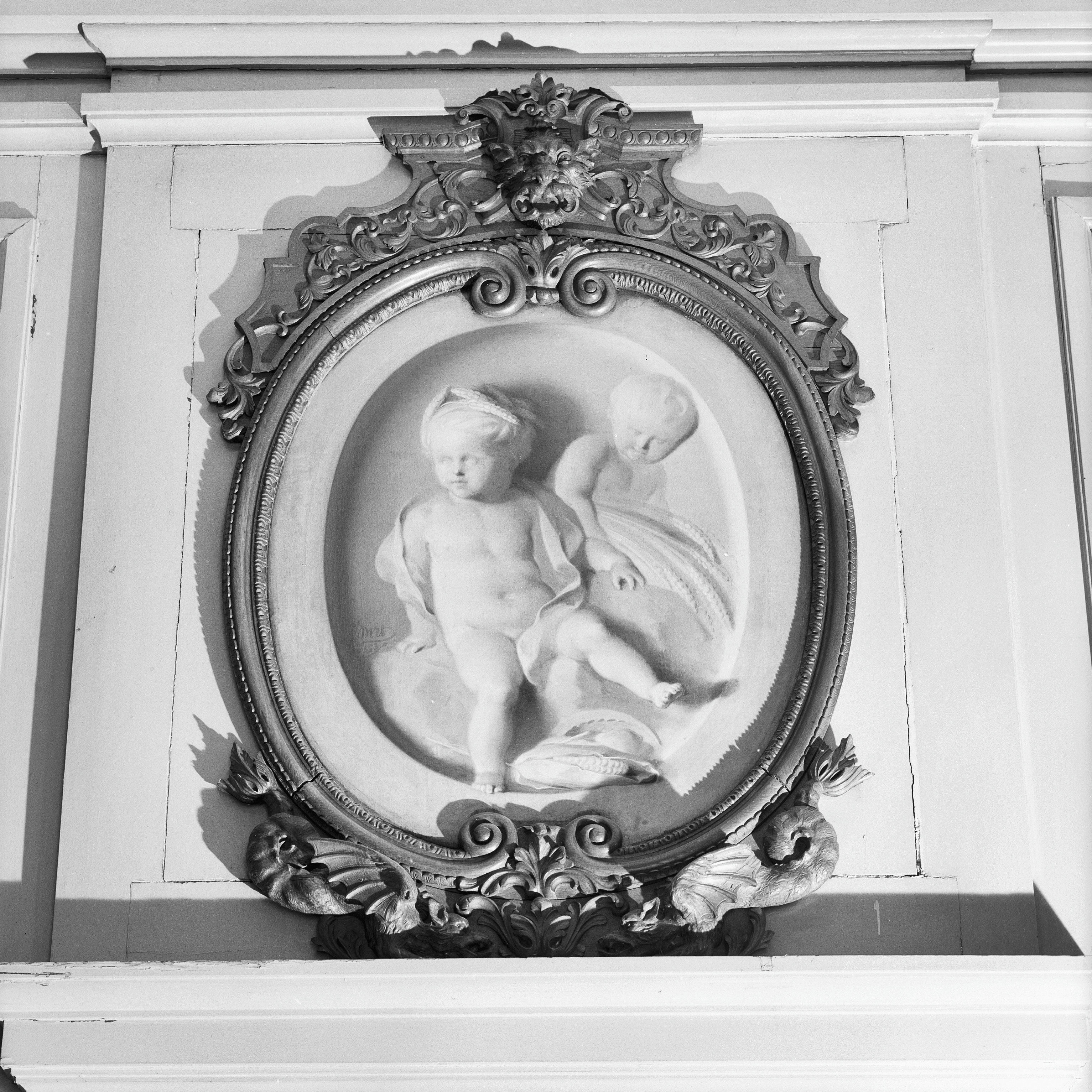
Interieur, "Dessus de Porte", Drakenzaal
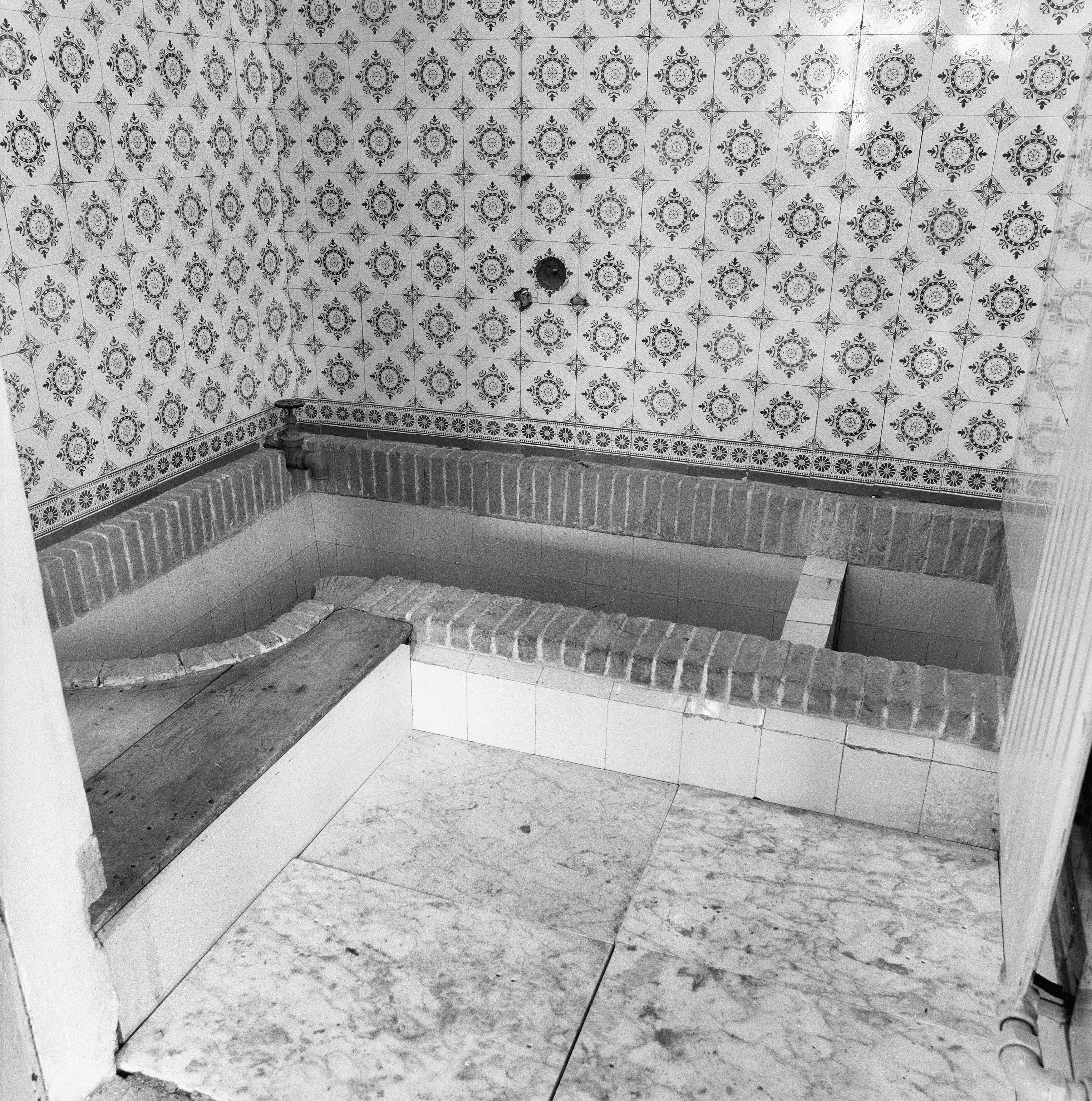
Interieur, badkamer in kelder

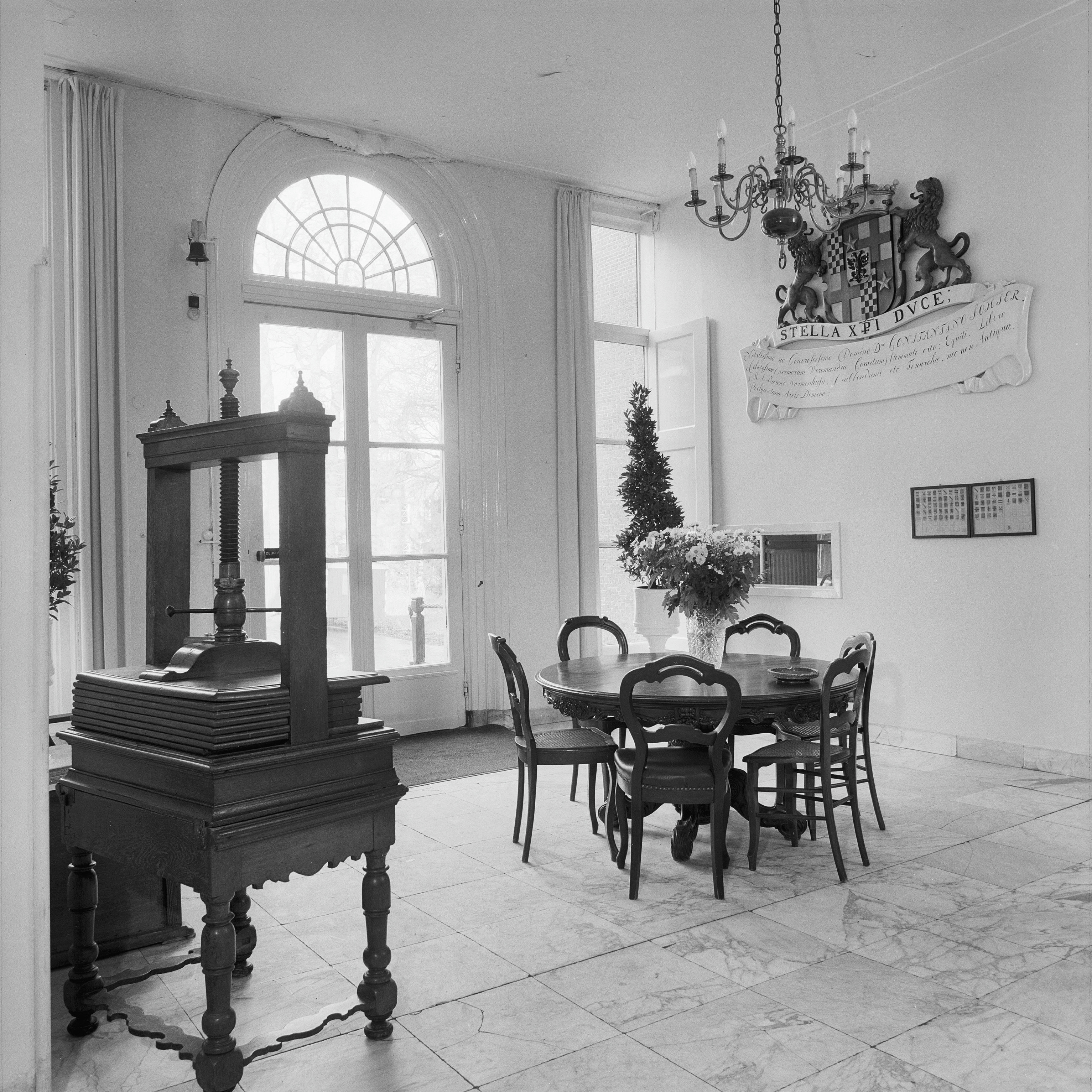
Interieur, parterre
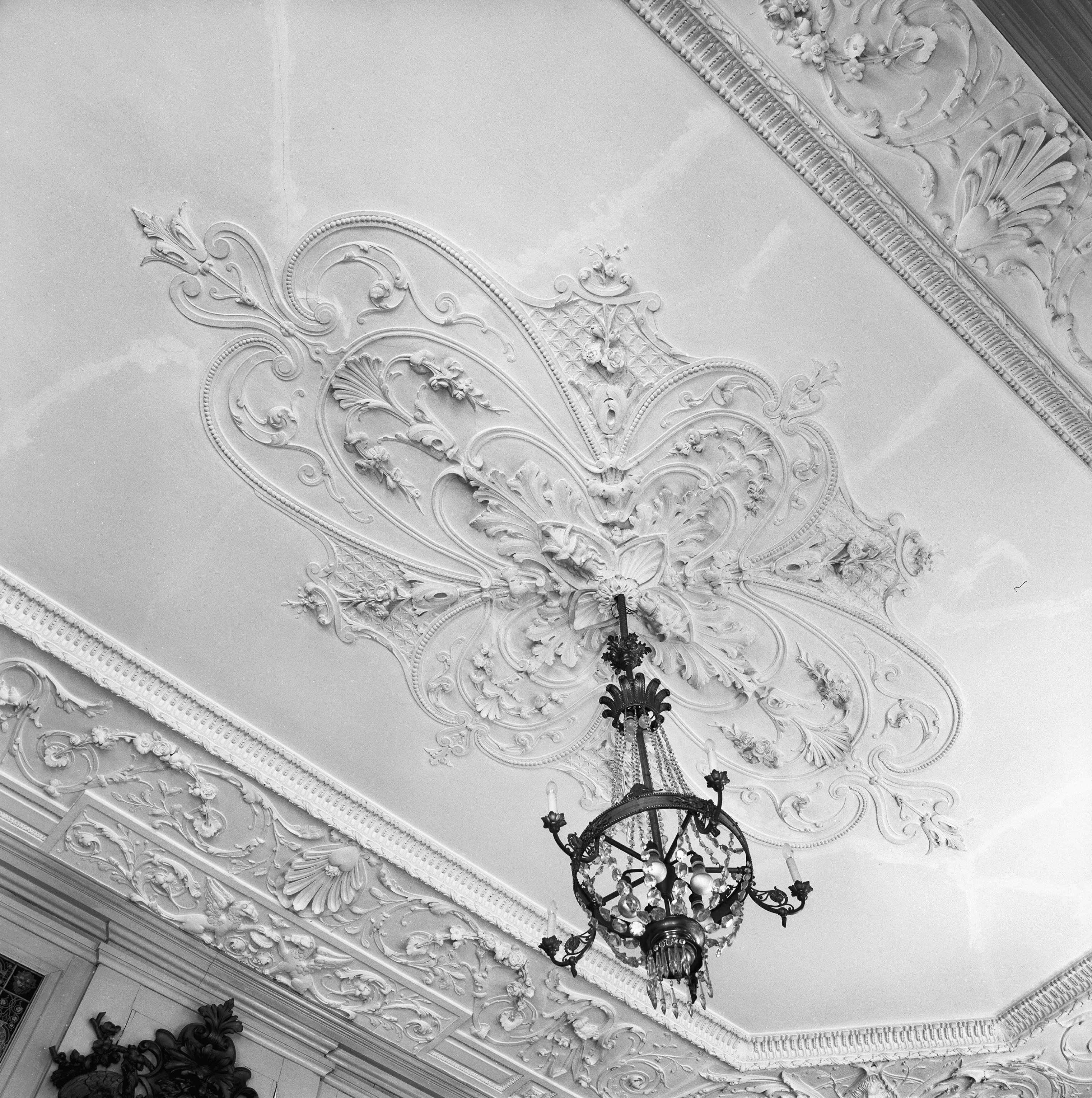
Interieur, plafond in Drakenzaal
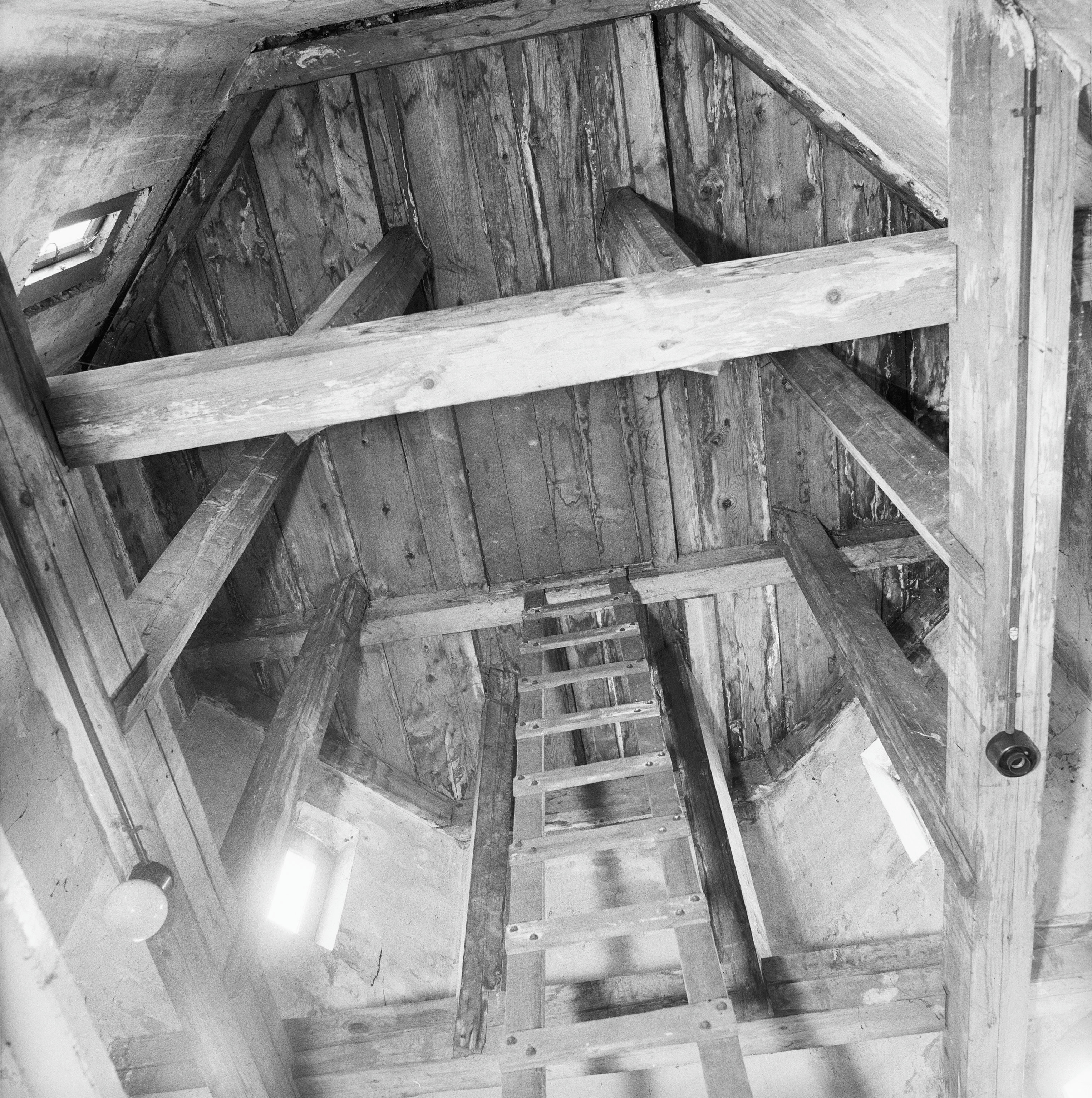
Interieur, toren
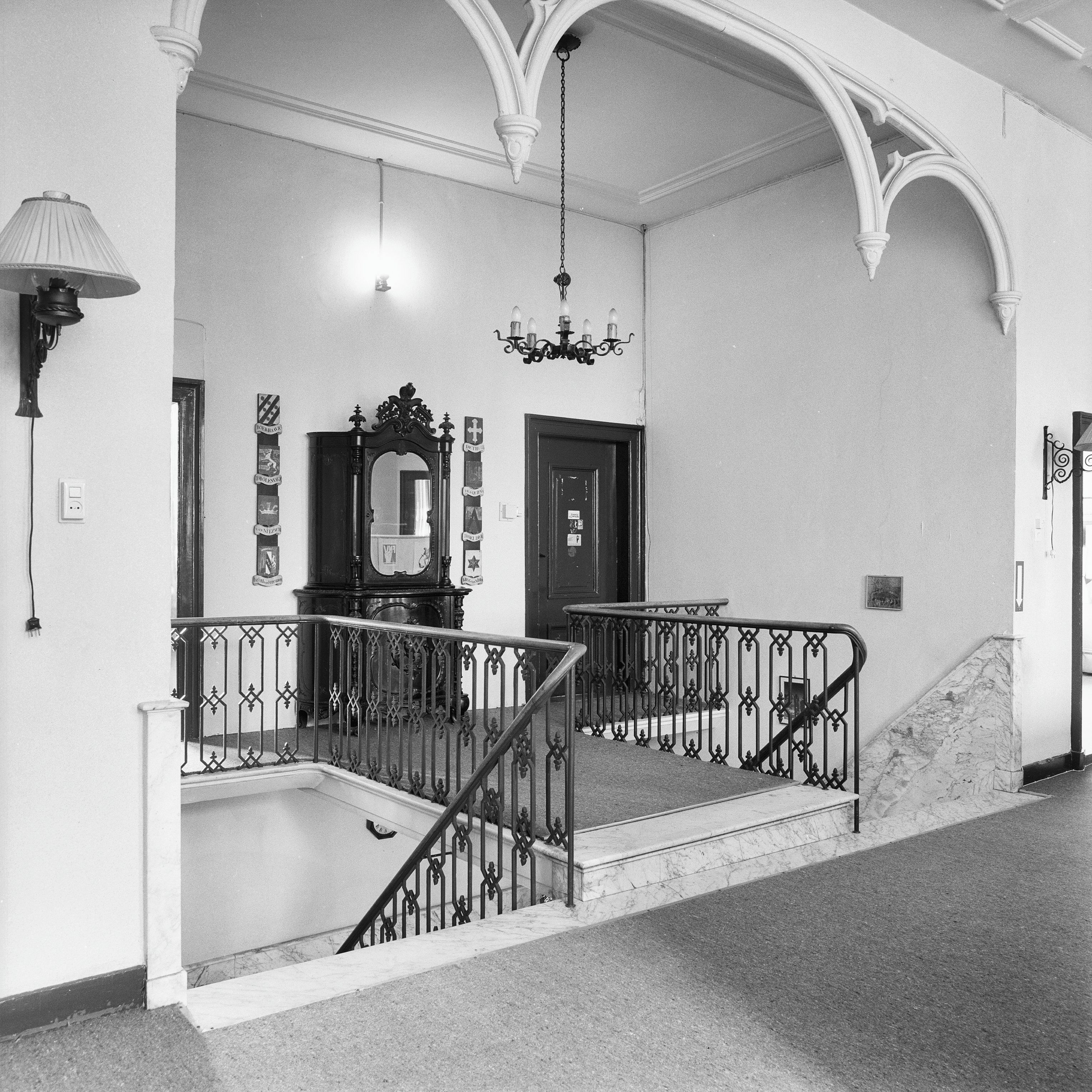
Interieur, trappenhuis eerste etage

## Galerij, exterieur

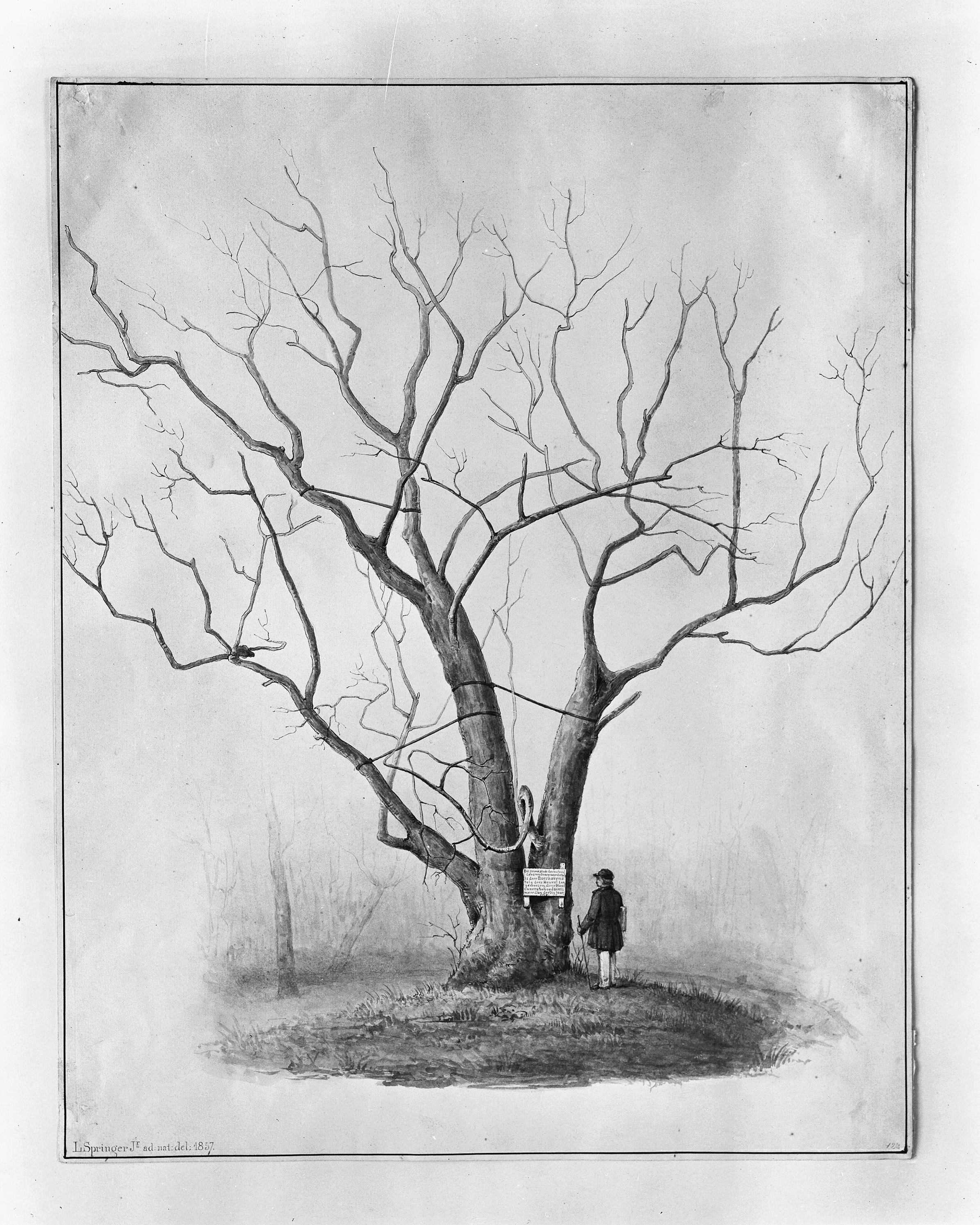
Exterieur, tekening "Tulpenboom van Boerhave", historische tuin- en parkaanleg (foto: 1969)
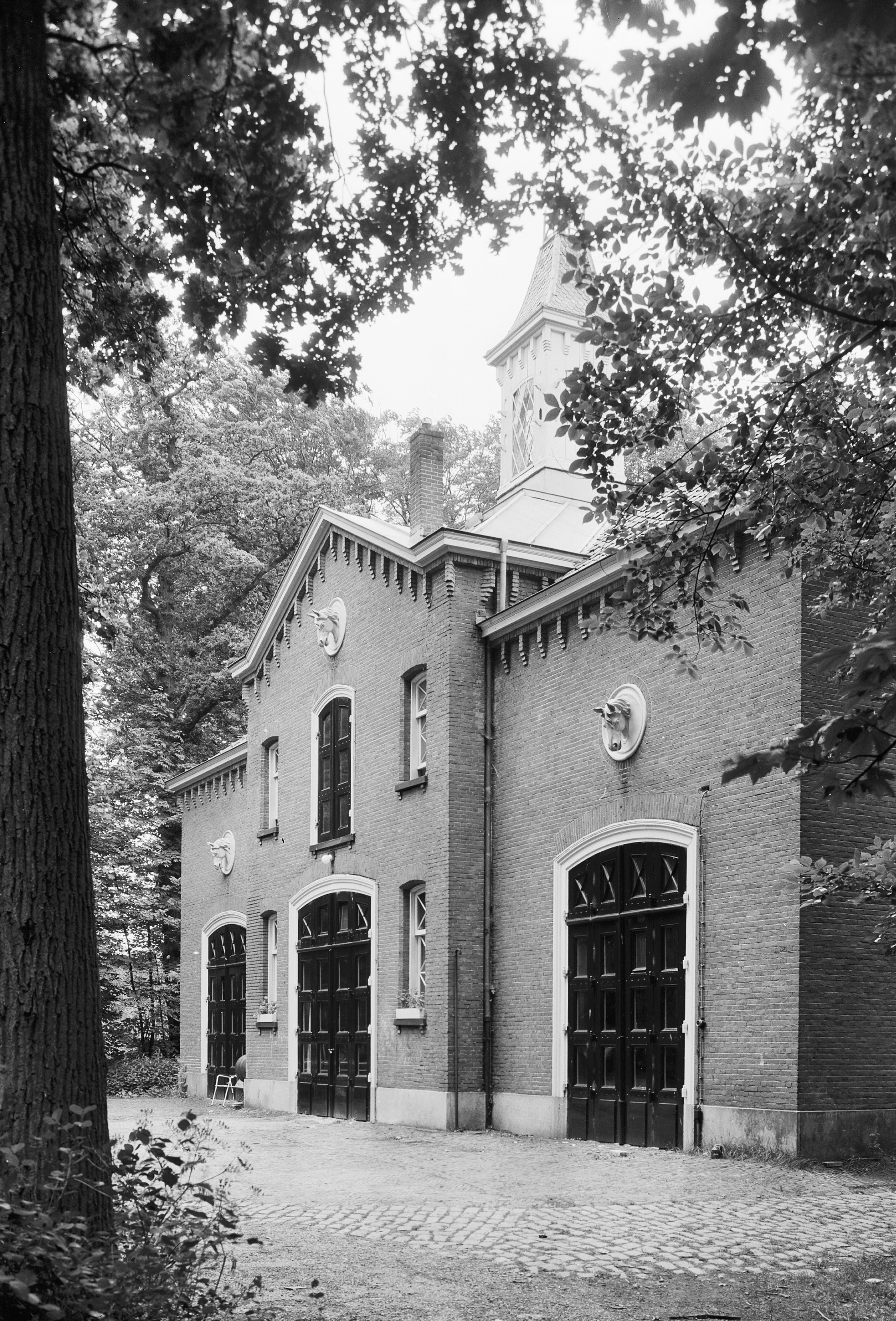
Exterieur, koetshuis (stalgebouw) (foto: 1967)
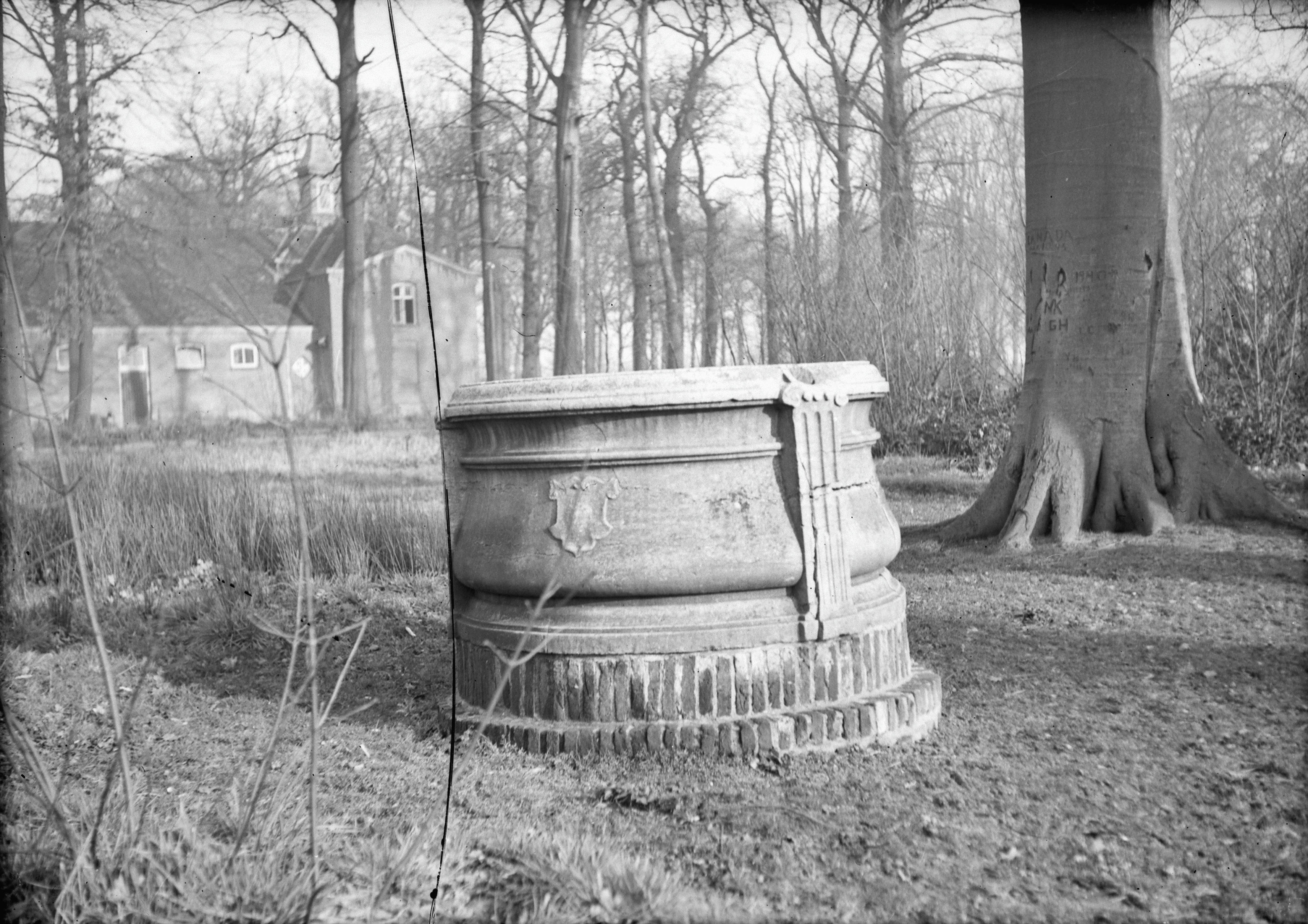
Exterieur, historische put (foto: 1949)
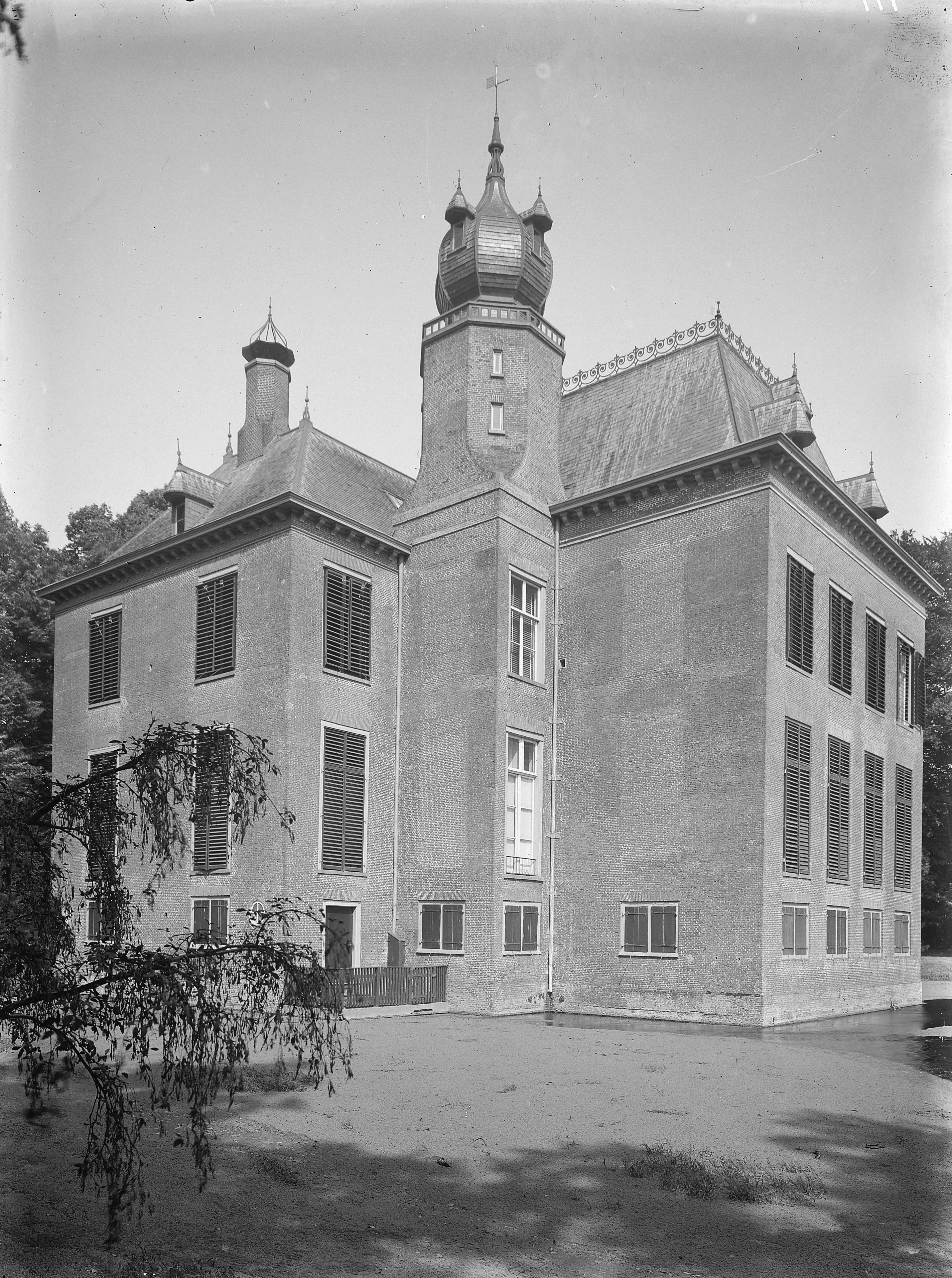
Exterieur, zij- en achtergevel slot Poelgeest (foto: 1986)